# Scott Brennan
Scott Brennan (Hobart, 9 gennaio 1983) è un canottiere australiano, vincitore della medaglia d'oro nel 2 di coppia a Pechino 2008, assieme a David Crawshay.

## Palmarès
- Olimpiadi

Pechino 2008: oro nel 2 di coppia.